# Madagaskar-Freischwanzfledermaus
Die Madagaskar-Freischwanzfledermaus (Coleura kibomalandy) ist ein Säugetier in der Gattung der Schiebeschwanz-Fledermäuse. Die Populationen auf Madagaskar wurden nach ihrer Entdeckung im Jahr 2004 bis zur Erstbeschreibung der Art im Jahr 2012 der Afrikanischen Schiebeschwanz-Fledermaus (Coleura afra) zugerechnet.

## Merkmale
Registrierte Kopf-Rumpf-Längen liegen bei 63 und 64 mm sowie Schwanzlängen bei 11 bis 18 mm. Die Art hat 48 bis 52 mm lange Unterarme, ein Gewicht von 8,4 bis 12,5 g, 6 bis 8 mm lange Hinterfüße und 12 bis 18 mm lange Ohren. Das oberseitige schwarzbraune Fell ist lang und zottig. Die Unterseite ist von hellgrauem, beigefarbenem oder weißem Fell bedeckt, wobei die Haare nahe der Wurzel grau sind. An den hell- bis mittelbraunen Flügeln gibt es leicht durchscheinende Stellen. Wie bei anderen Gattungsvertretern fehlen die Drüsen auf der Oberseite der Flugmembran sowie auf der Kehle.

## Verbreitung
Kleine disjunkte Populationen sind aus dem Norden und Nordwesten Madagaskars bekannt. Sie leben im Flach- und Hügelland auf 20 bis 115 Meter Höhe. Die Madagaskar-Freischwanzfledermaus ruht in Kalksteinhöhlen, die von trockenen Laubwäldern umgeben sind. Zur Nahrungssuche besucht die Art Waldränder und offene Landschaften.

## Lebensweise
In den Höhlen bilden sich Kolonien mit bis zu 500 Mitgliedern. Diese sind zwischen der Abend- und Morgendämmerung aktiv. Die Rufe zur Echoortung sind 2,5 bis 5,3 Millisekunden lang und bestehen aus einer Melodie, deren größte Intensität bei 30 bis 36 kHz erreicht wird. Diese Fledermaus jagt unterschiedliche Insekten. Weibchen mit aktiven Milchdrüsen konnten im Juli registriert werden und andere Weibchen waren im November mit einem Embryo trächtig. Das lässt vermuten, dass zwei Würfe pro Jahr vorkommen.

## Gefährdung
Angaben zur Populationsgröße und zu möglichen Bedrohungen liegen nicht vor. Die IUCN listet die Art deshalb mit unzureichende Datenlage (data deficient).